# Nautiloidea
Nautiloïdes
Sous-classe
Super-famille
Les Nautiloidea, ou communément Nautiloïdes, est une sous-classe de mollusques céphalopodes à coquille univalve. Le siphon reliant les logettes de leur coquille est axial, alors qu'il est en position externe (ventrale), le long de la paroi, chez les ammonites. Les Nautiloïdes sont d'excellents marqueurs stratigraphiques. 

## Liste des ordres
Selon BioLib (27 janvier 2018) :
- ordre Discosorida †
- ordre Ellesmerocerida †
- ordre Nautilida Blainville, 1825 -- Nautiles
- ordre Oncocerida Flower, 1950 †
- ordre Tarphycerida Flower, 1950 †
- genre Pleuronoceras †